# Brett Hull
Brett Andrew Hull (* 9. August 1964 in Belleville, Ontario) ist ein ehemaliger kanadisch-US-amerikanischer Eishockeyspieler und derzeitiger -funktionär. Zwischen 1986 und 2005 bestritt der rechte Flügelstürmer über 1200 Partien für die Calgary Flames, St. Louis Blues, Dallas Stars, Detroit Red Wings und Phoenix Coyotes in der National Hockey League (NHL). Mit den Dallas Stars gewann er 1999 den Stanley Cup und wiederholte diesen Erfolg mit den Detroit Red Wings im Jahre 2002. Den Großteil seiner Karriere verbrachte er jedoch bei den St. Louis Blues, die er als Mannschaftskapitän anführte, bei denen er zahlreiche Franchise-Rekorde hält und die seine Trikotnummer 16 nicht mehr vergeben. Mit der Nationalmannschaft der USA errang er unter anderem die Goldmedaille beim World Cup of Hockey 1996 sowie die Silbermedaille bei den Olympischen Winterspielen 2002.
Brett Hull gilt, ebenso wie sein Vater Bobby, mit fast 1400 Scorerpunkten als einer der besten Spieler seiner Generation sowie als einer der besten Torjäger der NHL-Historie. Bei 741 Treffern erzielten nur Gretzky, Howe, Jágr und Owetschkin mehr Tore, während Hull der fünfte und bis heute letzte Spieler ist, dem 50 Tore in 50 Spielen gelangen. Zwischen 1990 und 1992 wurde er dreimal in Folge bester Torschütze der NHL und erhielt 1991 die Hart Memorial Trophy wie auch den Lester B. Pearson Award als wertvollster Spieler der Liga. 2009 wurde er in die Hockey Hall of Fame aufgenommen.

## Karriere
Brett Hull wurde an Position 117 beim NHL Entry Draft 1984 von den Calgary Flames gezogen. Von 1985 bis 1987 spielte er für die Calgary Flames, sein erstes Saisonspiel bestritt er in der Saison 1986/87. Gleich in seinem ersten Spiel der regulären Saison am 13. November 1986 schoss er sein erstes Tor.
Zwischen 1987 und 1998 spielte er für die St. Louis Blues. In seinen zehn Jahren bei den Blues gelang es Hull, viermal in Folge die 100-Punkte-Marke zu durchbrechen (1989–1993). In der Saison 1990/91 erreichte der Angreifer den Zenit seiner Karriere, indem er 131 Scorerpunkte erreichte (86 Tore und 45 Vorlagen). 1998 unterschrieb er einen Vertrag bei den Dallas Stars und gewann mit ihnen 1999 ihren und seinen ersten Stanley Cup. Am 9. Oktober 2000 überholte Brett Hull seinen Vater auf der ewigen Torschützenliste mit seinem 611. Tor. 2001 wechselte er zu den Detroit Red Wings und gewann mit ihnen erneut den Stanley Cup (2002). Am 6. August 2004 wechselte Hull zu den Phoenix Coyotes, absolvierte dort aber nur fünf Spiele. Er trug die Nummer 9, welche auch sein Vater bei dem Vorgängerfranchise Winnipeg Jets getragen hatte, und welche eigentlich gesperrt war, aber für ihn freigegeben wurde.
Brett Hull besitzt dank seiner Mutter neben der US-amerikanischen auch die kanadische Staatsbürgerschaft. Er entschied sich jedoch schon früh für die US-amerikanische Nationalmannschaft, mit der er unter anderem 1996 den World Cup of Hockey sowie die Silbermedaille bei den Olympischen Winterspielen 2002 gewann.
Kurz nach Beginn der NHL-Saison 2005/06 beendete Hull seine Karriere. Am 5. Dezember 2006 hängten die St. Louis Blues in einer feierlichen Zeremonie vor dem Spiel gegen die Detroit Red Wings zu seinen Ehren ein Banner mit der Nummer 16 unter das Dach ihres Stadions. Die Nummer wird an keinen Spieler des Teams mehr vergeben und ist somit gesperrt. 2009 wurde er mit der Aufnahme in die Hockey Hall of Fame geehrt, nachdem ihm im Vorjahr bereits die United States Hockey Hall of Fame berücksichtigt hatte.
Nach seinem Karriereende kehrte er in die Organisation der Dallas Stars zurück und war dort im Management tätig. Im November 2007 wurde er zusammen mit Les Jackson zum vorübergehenden General Manager der Mannschaft ernannt. Außerdem analysierte er Spiele in den Drittelpausen für den Fernsehsender NBC. Im Jahre 2013 kehrte er zu den St. Louis Blues zurück und fungiert dort seither als Executive Vice President. In diesem Amt gewann er mit dem Team in den Playoffs 2019 den ersten Stanley Cup der Franchise-Geschichte.

## Erfolge und Auszeichnungen
| - 1983 BCJHL Interior Division First All-Star Team - 1984 BCJHL Interior Division First All-Star Team - 1985 Broadmoor-Trophy-Gewinn mit der University of Minnesota Duluth - 1985 WCHA Freshman of the Year - 1986 WCHA First All-Star Team - 1987 Dudley „Red“ Garrett Memorial Award - 1987 AHL First All-Star Team - 1989 Teilnahme am NHL All-Star Game - 1990 Teilnahme am NHL All-Star Game - 1990 NHL-Spieler des Monats Januar - 1990 Bester Torschütze der NHL - 1990 Lady Byng Memorial Trophy - 1990 Dodge Ram Tough Award - 1990 NHL First All-Star Team - 1991 NHL-Spieler des Monats Februar - 1991 Bester Torschütze der NHL - 1991 Hart Memorial Trophy | - 1991 Lester B. Pearson Award - 1991 Pro Set/NHL Player of the Year - 1991 Dodge Ram Tough Award - 1991 NHL First All-Star Team - 1992 Teilnahme am NHL All-Star Game - 1992 Most Valuable Player des NHL All-Star Game - 1992 Bester Torschütze der NHL - 1992 NHL First All-Star Team - 1993 Teilnahme am NHL All-Star Game - 1994 Teilnahme am NHL All-Star Game - 1996 Teilnahme am NHL All-Star Game - 1997 Teilnahme am NHL All-Star Game - 1999 Stanley-Cup-Gewinn mit den Dallas Stars - 2001 Teilnahme am NHL All-Star Game - 2002 Stanley-Cup-Gewinn mit den Detroit Red Wings - 2008 Aufnahme in die United States Hockey Hall of Fame - 2009 Aufnahme in die Hockey Hall of Fame |

### International
| - 1991 Silbermedaille beim Canada Cup - 1996 Goldmedaille beim World Cup of Hockey - 1996 Topscorer des World Cup of Hockey | - 1996 Bester Torschütze des World Cup of Hockey - 1996 All-Star-Team des World Cup of Hockey - 2002 Silbermedaille bei den Olympischen Winterspielen |

## Rekorde
| NHL - 86 Tore in einer Saison als rechter Flügelstürmer (1990/91) - 38 Powerplay-Tore in den Playoffs - 24 Siegtore in den Playoffs (gemeinsam mit Wayne Gretzky) | St. Louis Blues - Bester Torschütze aller Zeiten: 527 Tore - Meiste Tore in einer Saison: 86 Tore - Meiste Punkte in einer Saison: 131 Punkte |

## Karrierestatistik

### International
Vertrat die USA bei:
| - Weltmeisterschaft 1986 - Canada Cup 1991 - World Cup of Hockey 1996 | - Olympischen Winterspielen 1998 - Olympischen Winterspielen 2002 - World Cup of Hockey 2004 |

(Legende zur Spielerstatistik: Sp oder GP = absolvierte Spiele; T oder G = erzielte Tore; V oder A = erzielte Assists; Pkt oder Pts = erzielte Scorerpunkte; SM oder PIM = erhaltene Strafminuten; +/− = Plus/Minus-Bilanz; PP = erzielte Überzahltore; SH = erzielte Unterzahltore; GW = erzielte Siegtore; 1 Play-downs/Relegation; Kursiv: Statistik nicht vollständig)

## Familie
Sein Onkel Dennis Hull war ebenfalls über viele Jahre in der NHL aktiv. Sein Bruder Bart Hull begann ebenfalls mit dem Eishockeyspielen, lief später allerdings in der Canadian Football League auf.